# Clayton (North Carolina)
Clayton ist eine Town in Johnston und Wake County in North Carolina (Vereinigte Staaten von Amerika). Das U.S. Census Bureau hat bei der Volkszählung 2020 eine Einwohnerzahl von 26.307 ermittelt.

## Geographie
Das Gemeindegebiet umfasst 5,4 km².

## Einwohnerentwicklung
- 2000: 06.943
- 2007: 16.943 (Schätzung)

## Demographie
In Clayton existieren 2768 Haushalte und 1929 Familien.

## Verkehr
- Interstate 40
- U.S. Highway 70
- North Carolina State Route 42

## Schulen
- Clayton High School
- Riverwood Elementary School
- Riverwood Middle School
- Clayton Middle School
- Cooper Elementary School
- East Clayton Elementary School
- West Clayton Elementary School
- Polenta Elementary School
- Cleveland Elementary School
- Cleveland Middle School